# 乾貨

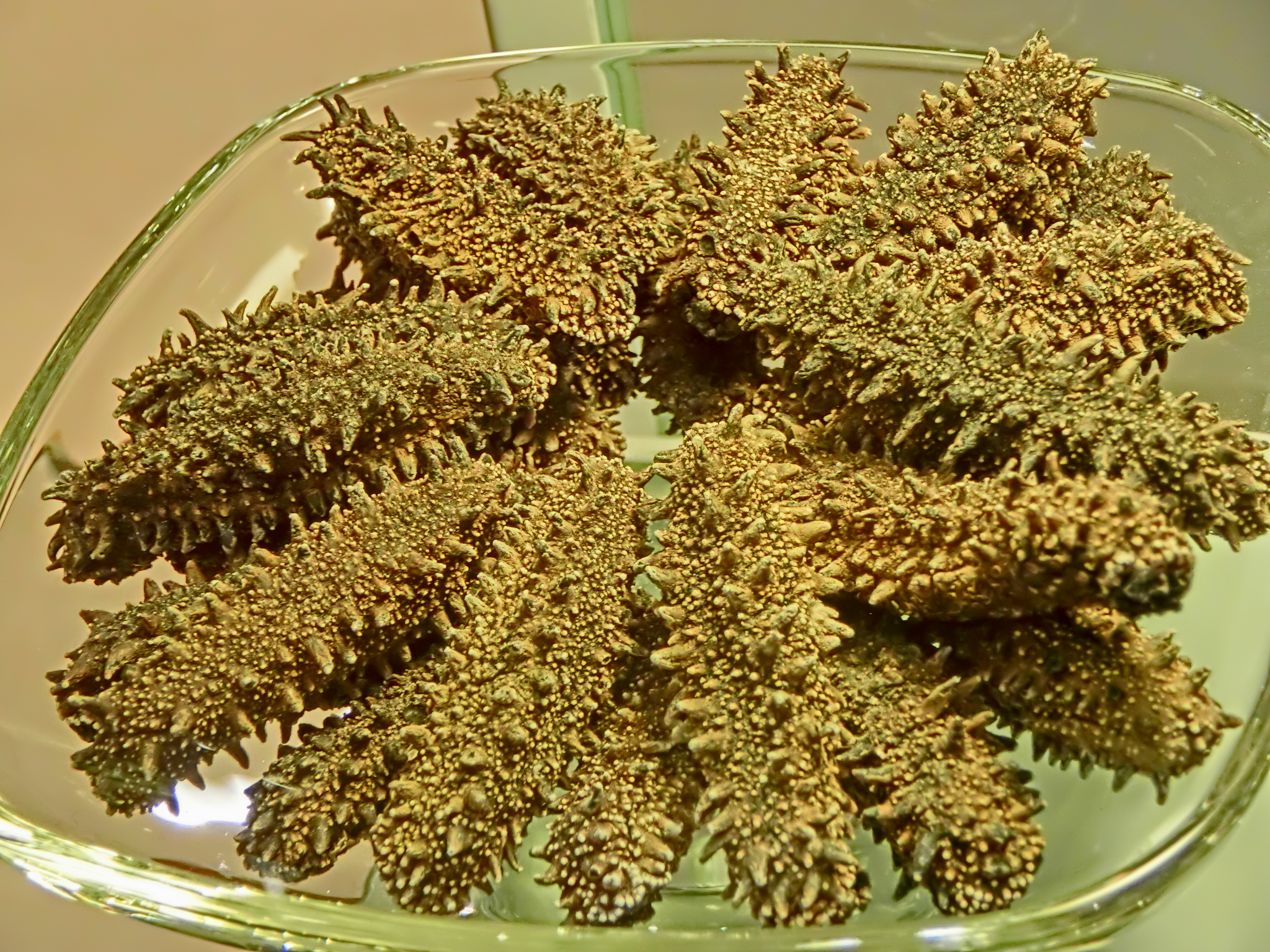
海參

乾貨或乾燥食物，是一種脫水食材，泛指經由風乾或曬乾後的食材。食物的含水量通常很高，一般各種水果和蔬菜的含水量為80–95％，各種肉類的含水量為50–75％。去除食物中的水分可以抑制各種細菌的生長，從而避免食物腐敗或變質，同時還可以大幅減少食物的重量和體積，使其更容易運輸與儲存。其中海產因富含水分、蛋白質、脂肪等營養成分，若不經處理，難以在室溫下長期貯存。此外，不少食物乾燥後不僅更易儲藏，用滾水泡開後，味道也會變得更加濃郁。
通過去除水分，食材乾燥能抑制細菌、酵母和黴菌的生長。自古以來，脫水就被廣泛用於此目的；已知最早的習俗是公元前 12000 年現代亞洲和中東地區的居民開始的。傳統上，水分是透過蒸發去除的，方法是使用空氣乾燥、陽光乾燥、煙燻或風乾等方法，但如今也可以使用電動食品脫水機或冷凍乾燥來加速乾燥過程並確保更一致的結果。

## 種類

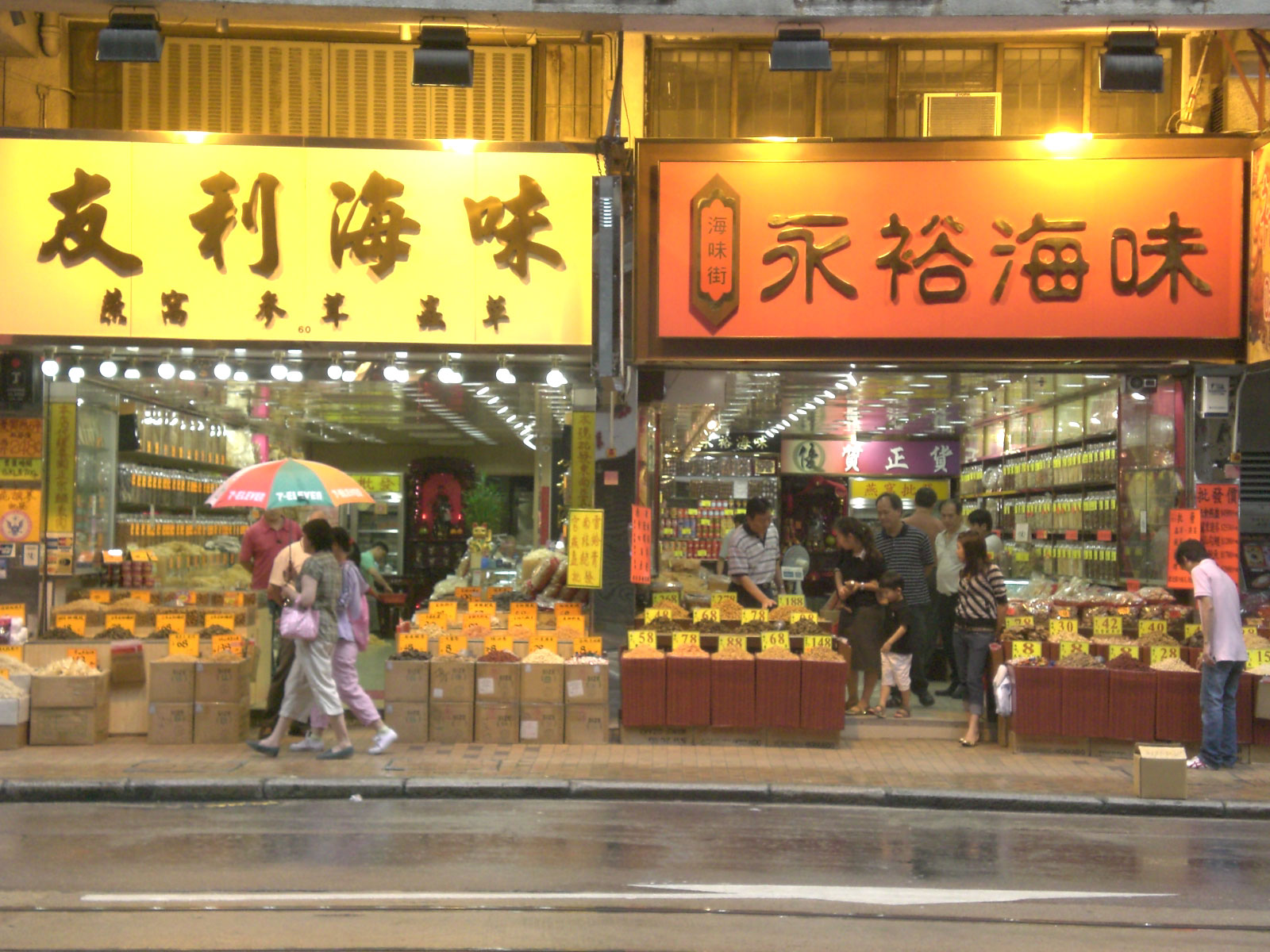
位於香港德輔道西的海味店一景

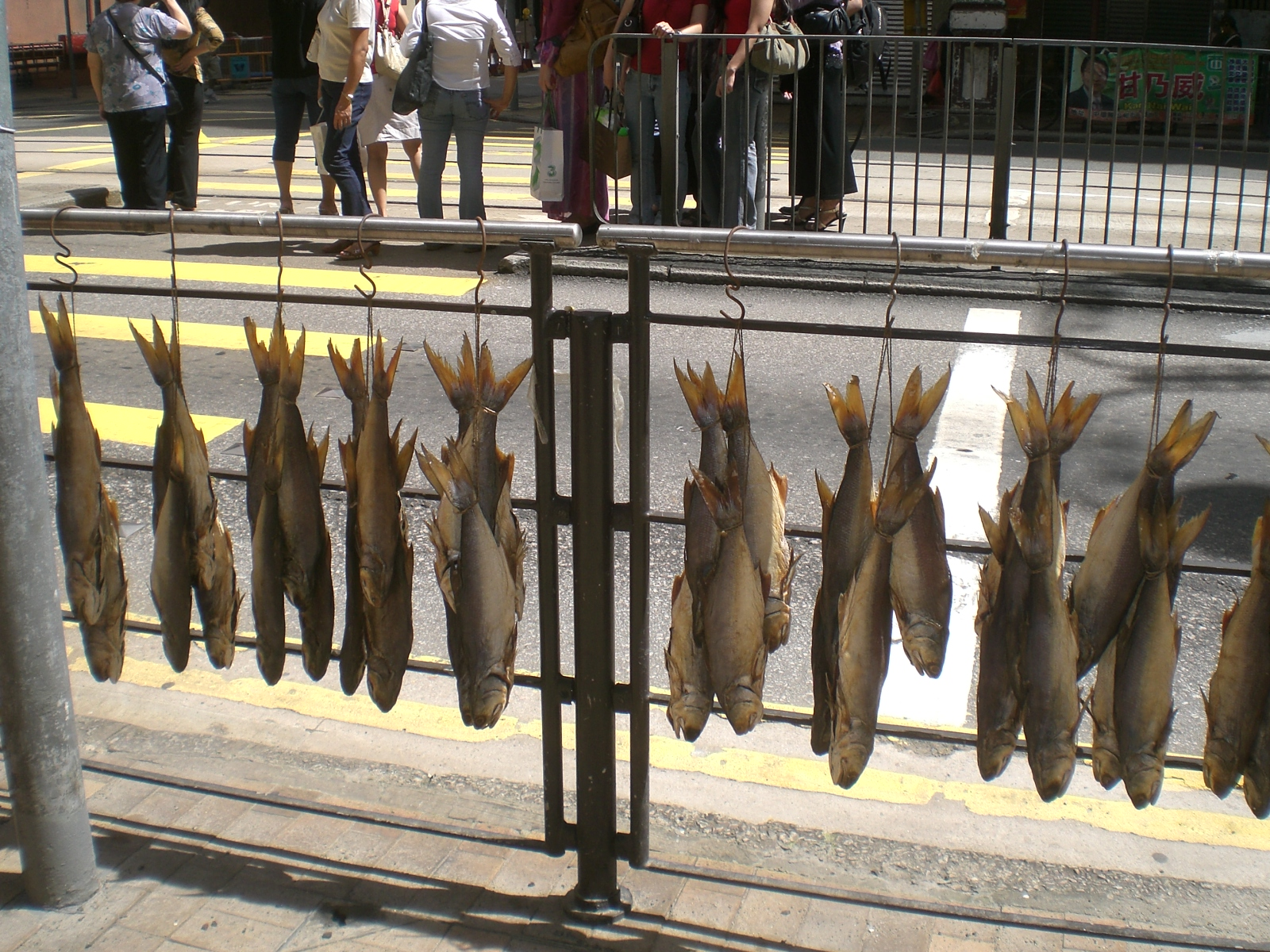
香港海味街一景

許多不同的食物均可透過脫水製備。乾燥肉類在歷史上扮演著重要的角色。幾個世紀以來，歐洲人的飲食主要依賴乾鱈魚，即鹹鱈魚（即馬介休，含鹽）或柴魚（不含鹽）。它是西印度種植園奴隸的主要蛋白質來源，也是三角貿易中的主要經濟力量。魚乾最常見的是鱈魚乾或黑線鱈乾，被稱為Harðfiskur，是冰島的一道美味佳餚，而馴鹿肉乾則是薩米人的傳統食物。乾肉包括火腿（帕爾瑪火腿）、布雷紹拉風乾肉、比爾通和肉乾。
果乾歷來被廣泛食用，因為它們含糖量高、味道甜美，而且乾燥後保質期較長。無花果和棗子可以製成不同的產品，可以直接食用，用於菜餚或於吸水軟化後食用。
經冷凍乾燥處理的蔬菜常成為背包客、獵人和軍隊的食物。大蒜和洋蔥經常被乾燥後將其莖編織起來儲存。食用蘑菇有時會被乾燥以便保存或用作調味品。

### 中式乾貨
中式乾貨包括魷魚乾、干貝（源自扇貝）、小魚乾、蝦米、海參、魚翅、鮑魚、花膠等海味乾貨，以及香菇、乾木耳、燕窩、雪蛤膏等。此外，不少乾燥藥材如石斛、鹿茸、靈芝及人參亦會用於藥膳料理中。在香港，上環不少街道集中著售賣海味、參茸燕窩、中藥材等乾貨的店舖，並形成海味街、參茸燕窩街 （文咸西街及永樂街）、藥材街 （高陞街）等特色購物區。

## 製作方式
在家中，蔬菜、水果和肉類的乾燥可以使用電動食品脫水機（家用電器）或透過日曬或風乾來進行。乾燥時亦可加入丁基羥基茴香醚、2,6-二叔丁基對甲酚等防腐劑，但這不是必要的。然而，不含防腐劑的乾燥產品可能需要冷藏或冷凍才能確保長期安全儲存。

### 食品脫水機

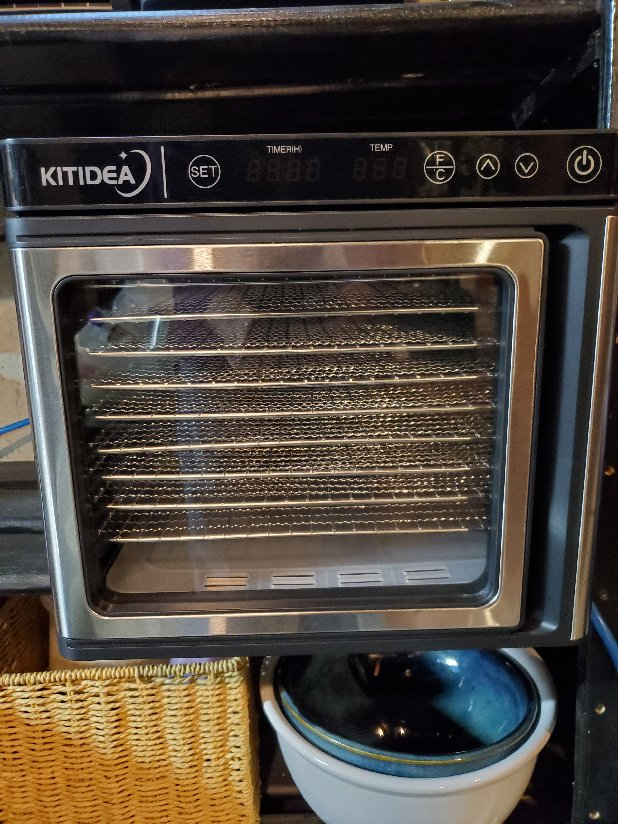
家用食品脫水機

大多數現代食品脫水機都是低功率對流烤箱，利用加熱氣流來降低食物中的水分含量。食品脫水機需要熱源如太陽能、電力或生物燃料等。脫水機的大小各不相同 ，除了食品加工業用的大型機器，亦有商業用或家用電器。商用或家用食品脫水機的基本部件通常包括加熱元件、電風扇、使空氣流通的通風口和放置食物的食物托盤。如右圖所示，托盤通常有縫隙，以便在食物和空氣之間提供更多的表面積。脫水機的加熱元件、風扇和通風口同時運作，將熱空氣引導至食物上方，加速表面蒸發，並加熱食物以釋放其內部的水分。該過程持續進行，直到食物乾燥至含水量明顯較低，通常低於 20%。
大多數食物在 130 °F (54 °C) 下脫水，但製成肉乾的肉類應在更高的溫度 155 °F (68 °C) 下脫水 - 或預熱到該溫度 - 以殺死可能已經存在於肉中的病原體。這些溫度與巴斯德消毒法所使用的溫度相似，並能達到類似的效果。成功脫水的關鍵是採用恆溫和充足的空氣流動。溫度過高或氣流過低都會導致食物變硬：食物外面又硬又乾，裡面卻潮濕，因此容易變質。
工業食品脫水通常以冷凍乾燥法完成。在這種情況下，食物被速凍並放入減壓系統，使水直接從固態昇華為氣態。雖然冷凍乾燥比傳統脫水技術更昂貴，但它也減少了風味、質地的變化和營養流失。此外，工業上廣泛應用的另一種食品乾燥方法是熱風對流乾燥。工業熱風乾燥機設計和構造簡單且易於保養，因此非常經濟，若使用適當的乾燥條件進行熱風乾燥，亦可保留食物的大部分營養特性。
一些太陽能食品乾燥機設計採用單獨的太陽能集熱器來產生加熱空氣，然後將其引導到食品室或櫃子中。這種太陽能食品脫水機稱為間接太陽能乾燥機。其他設計將集熱器和食物櫃結合起來，直接加熱食物（這種設計稱為直接太陽能乾燥機）。
太陽能食品脫水機經常被認為是尋求農業永續性和糧食安全的可行工具。

## 乾貨的泡開
不少中式乾貨在料理之前，必須經過一道名為「泡開」的處理程序，簡稱「發」，將乾貨吸水軟化。有分別用溫水、熱水、清水泡開等幾類。

## 相片

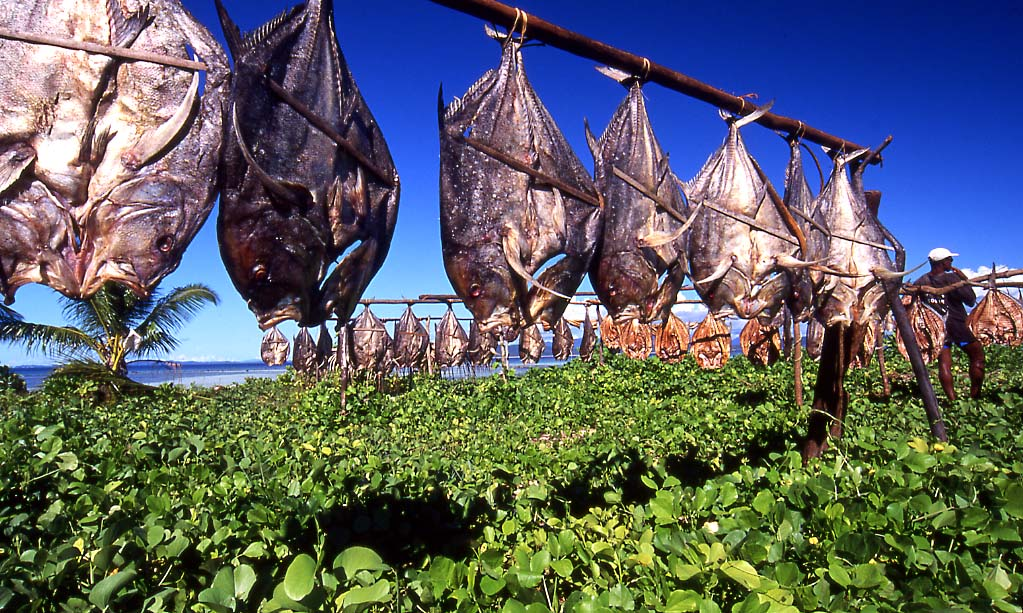
扁平的魚在馬達加斯加於陽光下曬乾。魚透過採用乾燥、燻製、醃製[17]等傳統方法長期保存。
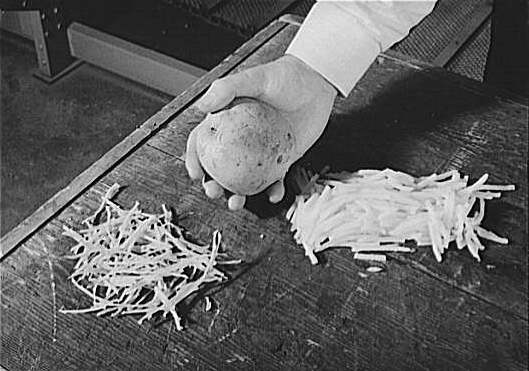
乾燥後（左）及前（右）的馬鈴薯條
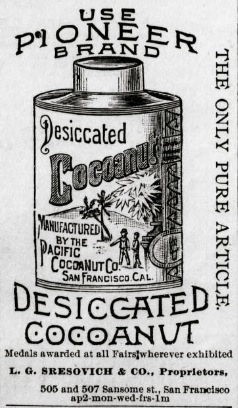
1890 年報紙廣告中展示的乾椰子罐頭
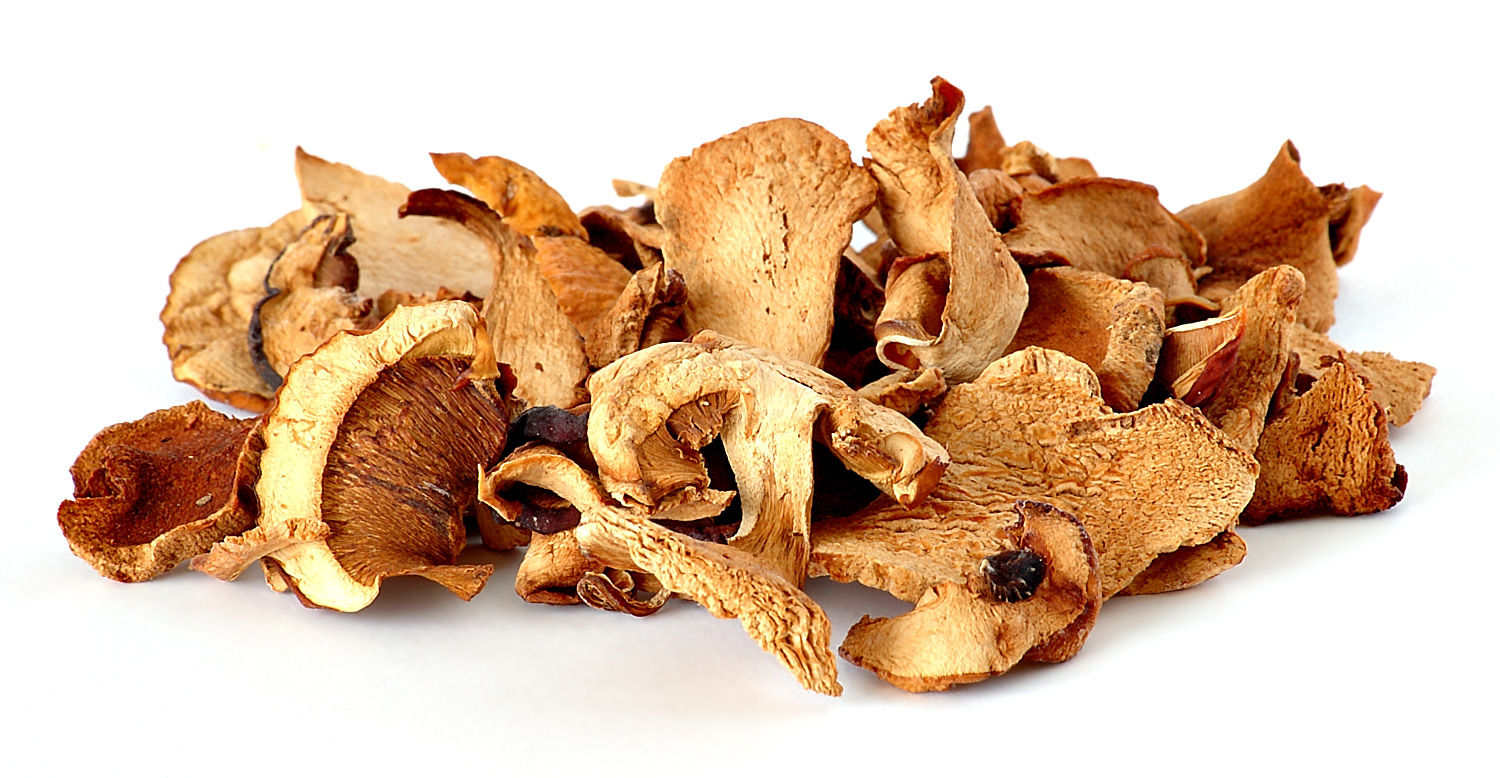
乾菇
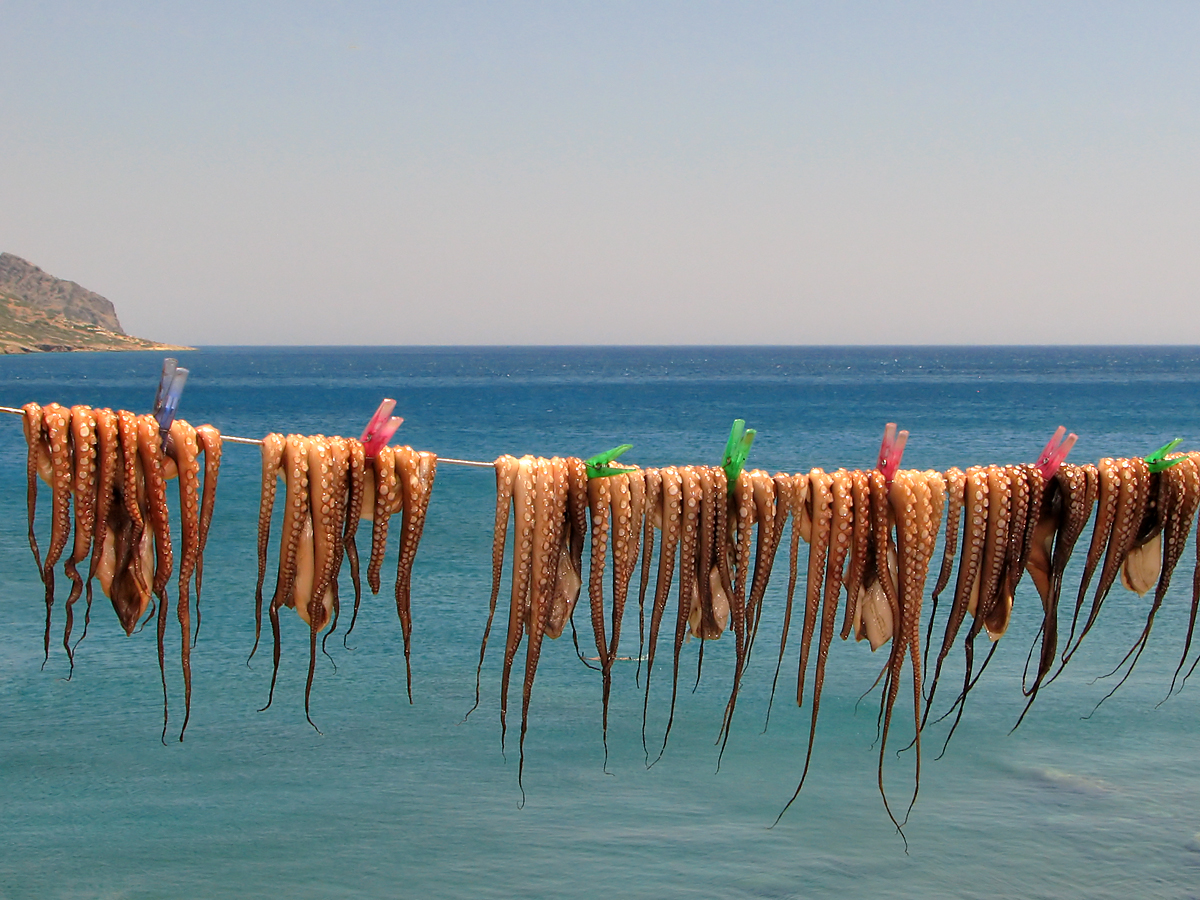
章魚在希臘於陽光下曬乾
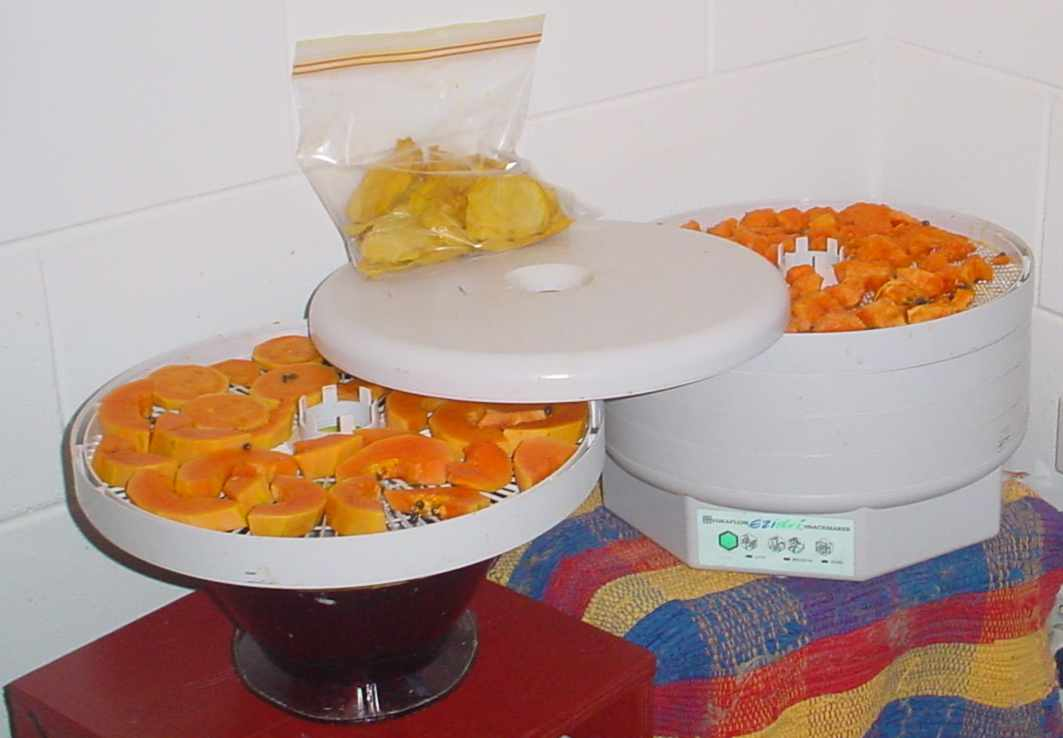
一款電動食品脫水機正在烘乾芒果和木瓜片，它有一個熱風機，可將空氣吹過盛有食物的托盤。
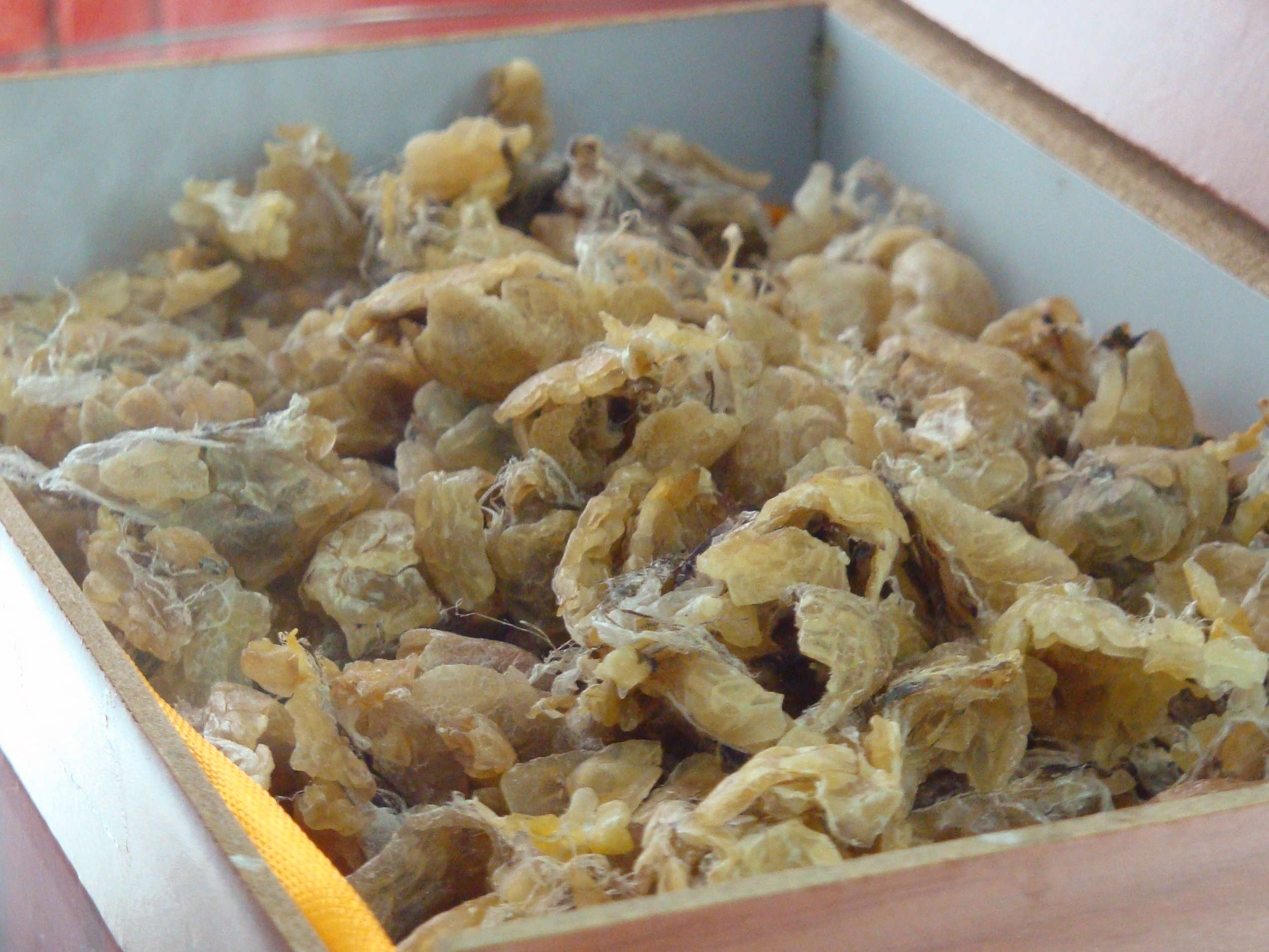
乾燥雪蛤膏